# Tourailles
Tourailles és un municipi francès, situat al departament del Loir i Cher i a la regió de Centre – Vall del Loira. L'any 2007 tenia 136 habitants.

## Demografia

### Població
El 2007 la població de fet de Tourailles era de 136 persones. Hi havia 60 famílies, de les quals 12 eren unipersonals (8 homes vivint sols i 4 dones vivint soles), 28 parelles sense fills, 16 parelles amb fills i 4 famílies monoparentals amb fills.
La població ha evolucionat segons el següent gràfic:
Habitants censats

### Habitatges
El 2007 hi havia 66 habitatges, 59 eren l'habitatge principal de la família, 5 eren segones residències i 2 estaven desocupats. Tots els 66 habitatges eren cases. Dels 59 habitatges principals, 55 estaven ocupats pels seus propietaris, 3 estaven llogats i ocupats pels llogaters i 1 estava cedit a títol gratuït; 3 tenien una cambra, 3 en tenien dues, 9 en tenien tres, 12 en tenien quatre i 33 en tenien cinc o més. 46 habitatges disposaven pel capbaix d'una plaça de pàrquing. A 20 habitatges hi havia un automòbil i a 34 n'hi havia dos o més.

### Piràmide de població
La piràmide de població per edats i sexe el 2009 era:
| Homes | Edats   | Dones |
| ----- | ------- | ----- |
| 0     | 95 o +  | 0     |
| 4     | 90 a 94 | 0     |
| 0     | 85 a 89 | 0     |
| 0     | 80 a 84 | 4     |
| 4     | 75 a 79 | 0     |
| 4     | 70 a 74 | 12    |
| 4     | 65 a 69 | 0     |
| 0     | 60 a 64 | 0     |
| 8     | 55 a 59 | 4     |
| 0     | 50 a 54 | 8     |
| 4     | 45 a 49 | 8     |
| 8     | 40 a 44 | 4     |
| 4     | 35 a 39 | 0     |
| 4     | 30 a 34 | 4     |
| 12    | 25 a 29 | 8     |
| 8     | 20 a 24 | 0     |
| 0     | 15 a 19 | 0     |
| 0     | 10 a 14 | 0     |
| 0     | 5 a 9   | 8     |
| 4     | 0 a 4   | 0     |

## Economia
El 2007 la població en edat de treballar era de 85 persones, 71 eren actives i 14 eren inactives. De les 71 persones actives 67 estaven ocupades (35 homes i 32 dones) i 4 estaven aturades (3 homes i 1 dona). De les 14 persones inactives 6 estaven jubilades, 1 estava estudiant i 7 estaven classificades com a «altres inactius».

### Ingressos
El 2009 a Tourailles hi havia 57 unitats fiscals que integraven 127 persones, la mediana anual d'ingressos fiscals per persona era de 20.597 €.

### Activitats econòmiques
Dels 5 establiments que hi havia el 2007, 2 eren d'empreses de construcció, 2 d'empreses de comerç i reparació d'automòbils i 1 d'una empresa financera.
Dels 3 establiments de servei als particulars que hi havia el 2009, 1 era una oficina bancària, 1 paleta i 1 guixaire pintor.
L'any 2000 a Tourailles hi havia 6 explotacions agrícoles que ocupaven un total de 393 hectàrees.

## Poblacions més properes
El següent diagrama mostra les poblacions més properes.